# یمن
یمن (عربی: ٱلْیَمَن) با نام رسمی جمهوری یمن (به عربی: الجُمْهُوْرِیَّةُ الیَمَنِیَّة)، کشور فراقاره‌ای در جنوب شبه‌جزیره عربستان و جنوب غرب آسیا است. این کشور با ۵۲۷٬۹۷۰ کیلومتر مربع، دومین کشور مستقل عربی در شبه‌جزیره است و خط ساحلی آن حدود ۲۰۰۰ کیلومتر مربع امتداد دارد. قانون اساسی یمن، پایتخت کشور را شهر صنعا تعیین کرده است. این شهر از سال ۲۰۱۵، تحت کنترل انصارالله یمن  قرار دارد و دولت تحت حمایت عربستان سعودی، شهر عدن را به‌عنوان پایتخت موقت، انتخاب کرده است.
در دوران باستان، یمن محل زندگی سبایی‌ها بود، حاکمیتی تجاری که مرزهایش از اتیوپی تا اریتره امروزی می‌رسید. در سال ۲۷۵ م، بعداً پادشاهی حمیر تحت تأثیر یهودیان قرار گرفت. مسیحیت در قرن چهارم سر رسید. اسلام به سرعت در قرن هفتم گسترش یافت و نیروهای یمنی در فتوحات اولیه اسلامی بسیار نقش حیاتی داشتند. چندین سلسله در سده‌های ۹ تا ۱۶ پدیدار شدند، مانند سلسله رسولی. این کشور در سالهای ۱۸۰۰ بین امپراتوری عثمانی و امپراتوری بریتانیا تقسیم شد. پادشاهی زیدی متوکلی یمن پس از جنگ جهانی اول و قبل از ایجاد جمهوری عربی یمن، در سال ۱۹۶۲ تأسیس گردید. یمن جنوبی تا سال ۱۹۶۷ به عنوان نگهبان عدن، تحت الحمایه انگلیس بود و پس از آن تاریخ ابتدا به عنوان یک کشور مستقل و بعدتر به یک کشور مارکسیستی بدل گشت. نهایتاً دو کشور یمن با هم متحد شدند و در سال ۱۹۹۰ جمهوری جدید یمن را تشکیل دادند. رئیس‌جمهور علی عبدالله صالح اولین رئیس‌جمهوری کشور تا زمان استعفا در سال ۲۰۱۲ و در پی بهار عربی بود.
از سال ۲۰۱۱، یمن درگیر اعتراضات خیابانی علیه فقر، بیکاری، فساد و برنامه رئیس‌جمهور صالح برای اصلاح قانون اساسی یمن و از بین بردن محدودیت دوره ریاست‌جمهوری در این کشور بوده که یمن را در معرض یک بحران سیاسی قرار داد. رئیس‌جمهور صالح استعفا داد و اختیارات ریاست‌جمهوری به عبدربه منصور هادی رسید. از آن زمان، این کشور درگیر جنگ داخلی گردید، نبردی علیه چندین نهاد شبه‌دولتی مدعی اداره یمن از جمله: شورای رهبری ریاست‌جمهوری، شورای عالی سیاسی و مجلس انتقالی جنوبی. از ژانویه ۲۰۱۶ تاکنون دست کم ۵۶٬۰۰۰ غیرنظامی و جنگجو در درگیری‌های مسلحانه یمن کشته شده‌اند. این جنگ منجر به قحطی برای ۱۷ میلیون یمنی شده است. فقدان آب آشامیدنی سالم، ناشی از منابع خالی سفره‌های زیرزمینی و تخریب زیرساخت‌های آب کشور، همچنین باعث بزرگ‌ترین شیوع وبا در تاریخ معاصر گردیده که به سرعت در حال شیوع است، بطوریکه تعداد موارد مشکوک بیش از ۹۹۴۷۵۱ است. از زمان شیوع سریع بیماری در اواخر آوریل ۲۰۱۷، بیش از ۲۲۲۶ نفر جان خود را از دست داده‌اند. بحران انسانی و درگیری‌های بی‌پایان، انتقادات گسترده‌ای را به دلیل تأثیر فزایندهٔ وضعیت انسانی یمن سبب شده است که به گفته برخی به سطح یک «فاجعه انسانی» رسیده است و برخی حتی آن را به عنوان یک نسل‌کشی قلمداد کرده‌اند. شرایط فوق حقوق بشر در یمن، که تا پیش از این نیز وضعیت مطلوبی نداشت را بدتر کرده است.
یمن یکی از اعضای اتحادیه عرب، سازمان ملل، جنبش عدم تعهد و سازمان همکاری اسلامی است. با توجه به «موانع ساختاری شدید در توسعه پایدار». یمن، به دسته کشورهای کمتر توسعه‌یافته، تعلق دارد.در سال ۲۰۱۹، سازمان ملل متحد گزارش داد که حدود ۲۴ میلیون نفر، معادل ۸۵٪ از جمعیت یمن، بیشترین نیازمندی به کمک‌های بشردوستانه را دارد. از سال ۲۰۲۰، این کشور بالاترین رتبه در شاخص آسیب‌پذیری کشورها رتبه دوم گرسنگی جهانی (که رتبه اول آن متعلق به جمهوری آفریقای مرکزی است) و کمترین شاخص توسعه انسانی از بین غیر کشورهای آفریقایی را به خود اختصاص داده است.

## جغرافیا
یمن در جنوب غربی آسیا، در انتهای جنوبی شبه جزیره عربستان، بین عمان و عربستان سعودی واقع شده است. یمن در ورودی تنگه باب‌المندب قرار دارد که دریای سرخ را به اقیانوس هند (از طریق خلیج عدن) پیوند می‌دهد و یکی از فعال‌ترین و راهبردی‌ترین خطوط ترابری دریایی در جهان است. یمن، به اضافه جزیره پریم در انتهای جنوبی دریای سرخ و سقطرا در ورودی خلیج عدن، ۵۲۷٫۹۷۰ کیلومتر مربع مساحت دارد.

### تقسیمات کشوری
کشور یمن به ۲۰ استان و یک محدوده پایتختی بخش شده است:
1. عَدَن
2. عَمران
3. اَبیَن
4. ضالع
5. بیضاء
6. حُدَیده
7. جَوف
8. مَهره
9. مَحویت
10. محدوده پایتختی صنعا (الأمانة)
11. ذِمار
12. حضرموت
13. حَجّه
14. إب
15. لَحِج
16. مأرب
17. رَیمه
18. صَعده
19. استان صَنعاء
20. شَبوِه
21. تَعِز

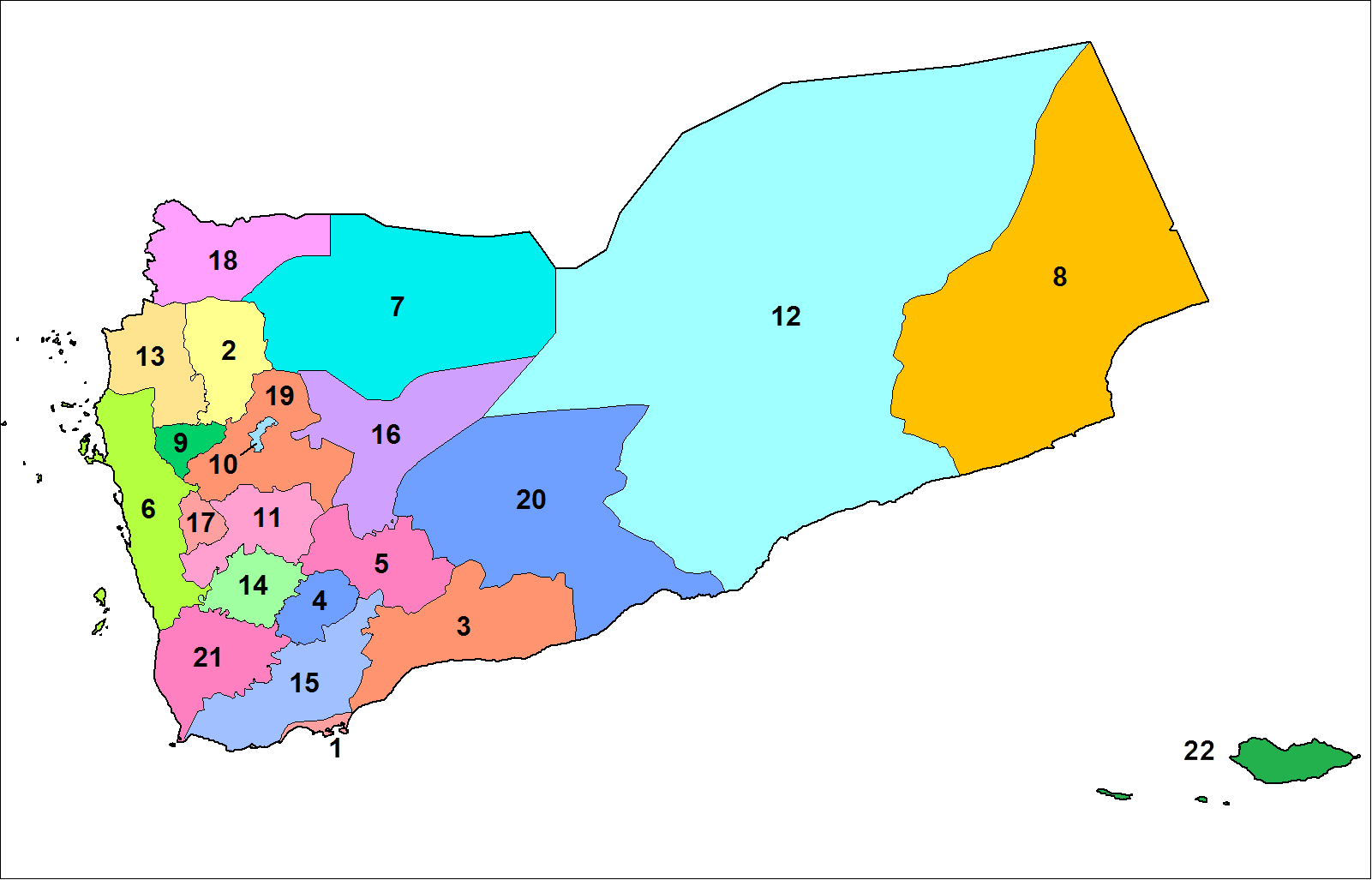

جزایر سقطرا، از مهم‌ترین جزایر این کشور هستند.

## تاریخ
یمن کشوری است در همسایگی عربستان که از زمان‌های قدیم موقعیت خاص داشته است. یمن از قدیم ناحیه‌ای آباد و خرم و با نعمت بسیار و دارای جنگل‌ها در نقاط کوهستانی و در نقاط دیگر نخلستان‌ها و باغ‌ها میوه گوناگون می‌باشد. داستان سد تاریخی‌اش که بنام سد مأرب مشهور است در کتاب‌های تاریخ ذکر شده است. در آن دوران کشور یمن «عربستان خوشبخت» نامیده می‌شده است.
در یمن به دلیل باران‌های منظم زمین‌های زیر کشت و کشاورزی پر رونق بوده است؛ بنابراین جمعیت انبوه در آنجا سکونت یافتند و در نتیجه روستاها و شهرها را پدیدآوردند. گرد آمدن مردم بسیار در آن خطّه حاصلخیز صدها سال پیش از میلاد مسیح، دولت‌هایی را به‌وجود آورد و تمدنی را در آنجا پی افکند.
نخستین دولت معینیان است که پایتخت آن قرنو بود و بین سال‌های ۱۲۰۰ تا ۶۰۰ پیش از میلاد بر سرزمین یمن حکومت می‌کردند. سلطهٔ بازرگانی آنان چنان وسعت داشت که از خلیج فارس تا کنار مدیترانه را فرا می‌گرفته است. دولت قتبان نیز در هزاره اول پیش از میلاد تأسیس شد و تا قرن دوم میلادی ادامه یافت و سرانجام توسط سبائیان برچیده شد. باستان شناسان از روی سنگ نوشته‌ها معلوم کرده‌اند که پادشاهان قتبان همچون سبا لقب مکرب داشتند یعنی نوعی قدرت روحانی و سیاسی را دارا بودند. دولتی هم که در حضرموت تأسیس شد پایتخت آن شبوه بوده و به واسطه برخورداری از تجارت کندر ثروت فراوانی داشته است.
در میان این دولت‌ها سبا دارای اهمیت خاص می‌باشد. قدرت سیاسی و نظامی و بازرگانی آنان توانست به تدریج حکومت‌های پراکنده جنوب را زیر پوشش حکومت مستقل و گسترده خود درآورد و دامنه سلطه خویش را تا به آفریقا بکشاند. سباییان ۹ قرن بر این منطقه حکومت کردند و منطقه نفوذ خود را گسترش دادند و راه بازرگانی اقیانوس هند به دریای سرخ و از آنجا به خلیج عقبه و پیرامون آن را در اختیار گرفتند. دورهٔ حکومت سباییان تا یکصد و پانزده پیش از میلاد تداوم یافت. سرانجام قوم سبا توسط حمیریان منقرض گردید.
دولت حمیریان که برخی راجع به آن به‌طور مستقل صحبت کردند را می‌توان به دو دوره تقسیم نمود: نخست اینکه پادشاهان دوره اول در آغاز پادشاهان سبا و ذوریدان نام داشتند که عنوانی شامل حکومت قتبیان و حمیر است ولی تدریجاً حکومت به حمیریان منتقل گردید و از این زمان به بعد دوره دوم و حکومت آنان آغاز شده است. دولت دوم تبابعه نام داشت که پایتخت ایشان شهر ظفار از سرزمین یمن بود و چون نام عمومی هر یک از فرمانروایان این سلسله تبع بوده است حکومت ایشان را تبابعه می‌گویند. این دولت از سال پانصد و پانزده پیش از میلاد تا پانصد و سی و یک میلادی طول کشید و سرانجام توسط حبشیان انقراض یافت.

نقشهٔ جزئیات درگیری‌های یمن

در زمان خسرو انوشیروان کار یمن یک‌سره شد و در رقابت میان ایران و روم، ایران پیروزی یافت. با چیرگی ایران بر جنوب عربستان در سال ۵۹۸-۵۹۷ میلادی یمن نیز به‌وسیلهٔ شاهنشاهان ساسانی به تصرف ایران درآمد و تا ظهور اسلام تابع حکومت ایران بود. شَهرَب (ساتراپ) ساسانیان در کل منطقه جنوب عربستان، باذان بود. (یمن ساسانی)
در دوران‌های پیش، نخستین تماسی که یمنی‌ها با خارج یافتند، در شمال عربستان بود و آن هنگامی بود که آشوریان راه بازرگانی یمن را به خطر انداخته بودند. همچنین فتوحات عظیم هخامنشی نیز ایشان را دچار خطر کرد. اما این حوادث صدمه‌ای به یمن وارد نکرد و اصولاً روابط یمن و اکثر عرب‌های جنوب با ایران بیشتر دوستانه بوده و انتشار دین مسیح در آن نواحی این دوستی را استوار کرد.
تا ظهور دین اسلام پس از مدتی اسلام در این سرزمین نفوذ یافت که عبدالله بن اسحاق بن ابراهیم یکی از حاکمان یمن در این دوران است.
همچنین در سال ۱۷۵۰ میلادی جزو قلمروی دولت عثمانی درآمد و با سقوط امپراتوری عثمانی، در سال ۱۹۳۴ میلادی با انعقاد قراردادی با انگلستان به استقلال رسید.
سابقاً حکومت یمن در دست امیری بود که او را امام یمن می‌خواندند و او شخصاً کشور را اداره می‌کرد ولی از سال ۱۹۶۲ میلادی برابر ۱۳۴۱ شمسی به جمهوری تبدیل شد.
ایرانیان دو مرتبه حضور اثرگذار در تاریخ یمن داشته‌اند:
1. مرتبه اول حضور ایرانیان در یمن: چند دهه قبل از اسلام، زمانی که پادشاه ساسانی ایران، لشکری را به درخواست «سیف بن ذی یزن» حاکم یمن، به آن سرزمین اعزام کرد. سپاه ساسانی به فرماندهی «وهرز»، پس از جنگ با حبشی‌های متجاوز و اخراج آنان از یمن، در همان‌جا رحل اقامت افکنده و با همسران یمنی ازدواج کردند. فرزندانشان به ابناء الفرس معروف شدند. اکنون در بنی حشیش نزدیک صنعاء، دو روستا با نام «ابناء» و «فرس» وجود دارد و نام خانوادگی مردم این دو روستا الجیلانی (گیلانی) است. هنگامی که محمد ادعای پیامبری کرد حاکم یمن، ایرانی‌زاده‌ای به نام «باذان» بود. با سفر علی به صنعاء و دعوت اهل یمن به دین اسلام، باذان مسلمان شد و سپس بقیه مردم و قبایل صنعاء بدون جنگ و خونریزی اسلام آوردند. آنگاه باذان، باغ خود را به محمد هدیه کرد و محمد نیز آن باغ را وقف مسجد نمود. اکنون «جامع الکبیر» صنعاء یکی از مساجد تاریخی جهان اسلام، در وسط صنعای قدیمه قرار دارد.[نیازمند منبع]
2. مرتبه دوم حضور ایرانیان در یمن: قرن سوم هجری، «یحیی بن الحسین» ملقب به «الهادی»، مؤسس امامت زیدیه در یمن، به همراه حدود ۸۰۰ تن از یاران ایرانی‌اش از دیلم و طبرستان، بسوی صعده رهسپار شد. قبایل همدان، خولان و بکیل با او بیعت کردند و اولین حکومت شیعی در یمن پایه‌گذاری شد. اکنون امام زیدی، «یحیی بن الحسین» در «جامع الهادی» صعده مدفون است و قبرش زیارتگاه شیعیان. یاران ایرانی او نیز در قطعه زمینی به نام مقبره «طبریون» (مازندرانی‌ها) در کنار حرم او آرمیده‌اند. پس از یحیی بن الحسین، امامان زیدی ۱۱ قرن در سرزمین یمن حکومت کردند.[نیازمند منبع]

ایرانی‌ها در اسلام آوردن مردم یمن و گرایش ایشان به مذهب تشیع، نقش مؤثر و بسزایی داشته‌اند.

## سیاست

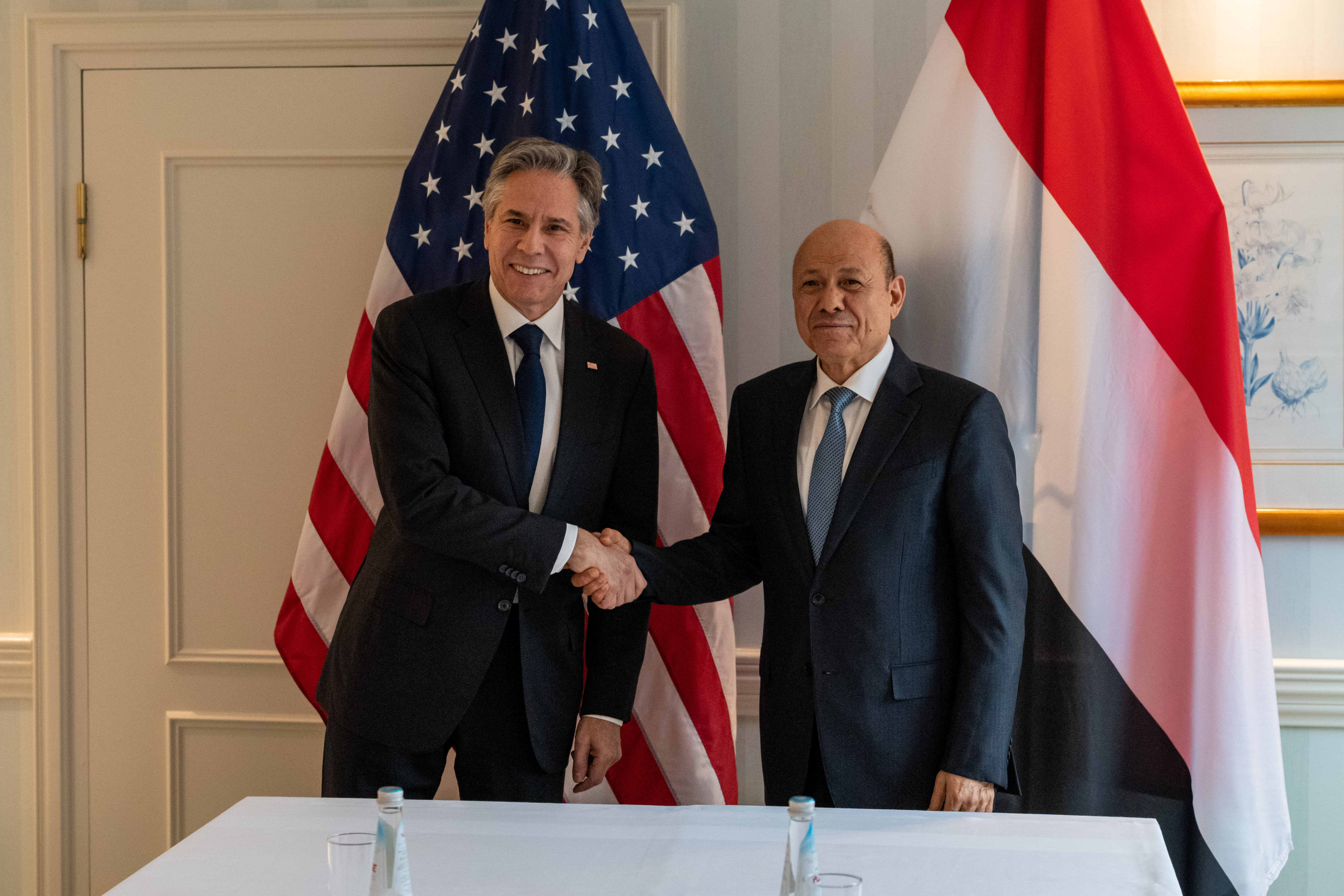
رشاد علیمی، رئیس شورای رهبری ریاست‌جمهوری و آنتونی بلینکن وزیر امور خارجه سابق آمریکا

پس از انقلاب یمن در سال ۲۰۱۲ قدرت حکومت مرکزی تا حد زیادی از دست رفته و بیشتر نقاط کشور خارج از کنترل آن هستند. جنبش حوثی‌ها که یک گروه شیعه زیدی هستند و مرکز آن‌ها در ولایت صعده در شمال کشور است قویترین این گروه‌ها هستند که تا مارس ۲۰۱۵ صنعا پایتخت و بزرگ‌ترین شهر کشور را در کنترل خود دارند. انصارالشریعه که شاخه‌ای از القاعده است نیز دیگر گروه قدرتمند این کشور است.
علی عبدالله صالح از سال ۱۹۷۸ به عنوان رئیس‌جمهور یمن شمالی و از سال ۱۹۹۰ به عنوان رئیس‌جمهور یمن متحد قدرت را در این کشور در دست داشت. وی در سال ۲۰۱۲ با اعتراضات گسترده مردمی که به انقلاب یمن معروف شد از قدرت کناره‌گیری کرده اما همچنان یک بازیگر اثرگذار در صحنه سیاست این کشور بود و نیروهای وفادار به او در مارس ۲۰۱۵ با انصارالله وارد ائتلاف شده‌اند.

## جنگ یمن
مداخله نظامی در یمن در ۲۵ مارس ۲۰۱۵ میلادی برابر ۶ فروردین ۱۳۹۴ با حملهٔ هوایی ائتلافی از کشورهای منطقه به رهبری عربستان سعودی به یمن با نام عملیات طوفان قاطعیت (به عربی: عملیة عاصِفة الحزم) و به درخواست رئیس‌جمهور یمن آغاز شد و از ۲ اردیبهشت با نام عملیات بازگشت امید (به عربی: عملیة إعادة الأمل) ادامه یافت.

## اقتصاد

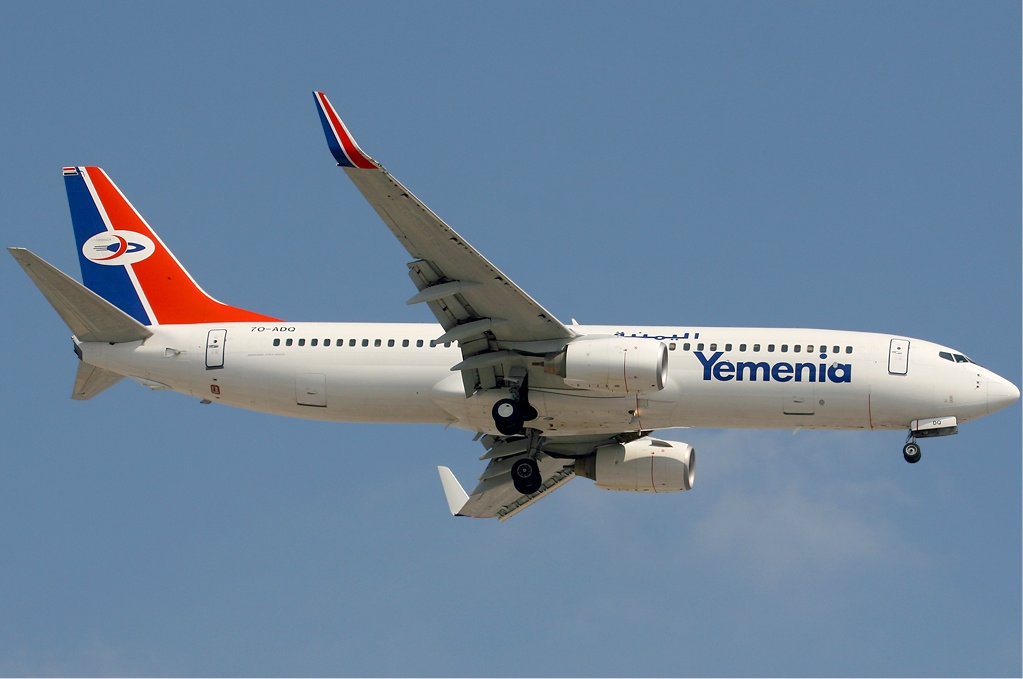
هواپیمای بوئینگ ۷۳۷ متعلق به هواپیمایی یمن، شرکت هواپیمایی حامل پرچم

تولید ناخالص داخلی (GDP PPP) یمن در سال ۲۰۱۳ بیش از ۶۱ میلیارد دلار و درآمد سرانه حدود ۲۵۰۰ دلار بوده است. خدمات مهم‌ترین بخش اقتصاد کشور است که ۶۱ درصد تولید ناخالص داخلی را به خود اختصاص می‌دهد و صنعت با ۳۱ و کشاورزی با ۷٫۷ درصد پس از آن قرار می‌گیرند. تولیدات نفتی ۶۳ درصد درآمدهای دولت را تشکیل می‌دهد. کشاورزی در گذشته اهمیت بیشتری داشت و ۱۸ تا ۲۷ درصد تولید کشور را شامل می‌شد. محصولات کشاورزی کشور شامل غلات، میوه‌ها، سبزیجات، قات، قهوه، پنبه، لبنیات، ماهی، دام (گوسفند، بز، گاو و شتر) و ماکیان می‌شوند.
سورگوم (ذرت خوشه‌ای) کشت اصلی کشور و انبه مهم‌ترین میوه کشور است. یکی از معضلات کشور کشت قات یک گیاه مخدر است که جویدن آن اثر محرک دارد. حدود ۴۰ درصد کل آب حوزه آبخیز صنعا به کشت این گیاه اختصاص پیدا می‌کند که موجب خشک شدن کشتزارها و بالارفتن قیمت مواد غذایی شده است.
بخش صنعت کشور نیز شامل تولید و پالایش نفت، صنایع غذایی، صنایع دستی، کارگاه‌های کوچک نساجی و چرم، تولید آلومینیوم، تعمیر کشتی، و تولید گاز طبیعی می‌شود. نرخ بیکاری در سال ۲۰۱۳ به ۳۵ درصد رسیده است.

## دامپروری
| نوع دام | تعداد در سال ۲۰۱۸ |
| ------- | ----------------- |
| گوسفند  | ۹٬۶۶۳٬۰۰۰         |
| بز      | ۹٬۴۹۷٬۰۰۰         |
| گاو     | ۱٬۷۹۲٬۰۰۰         |
| شتر     | ۴۷۱٬۰۰۰           |
| اسب     | ۱۹۴۰              |

## مردم

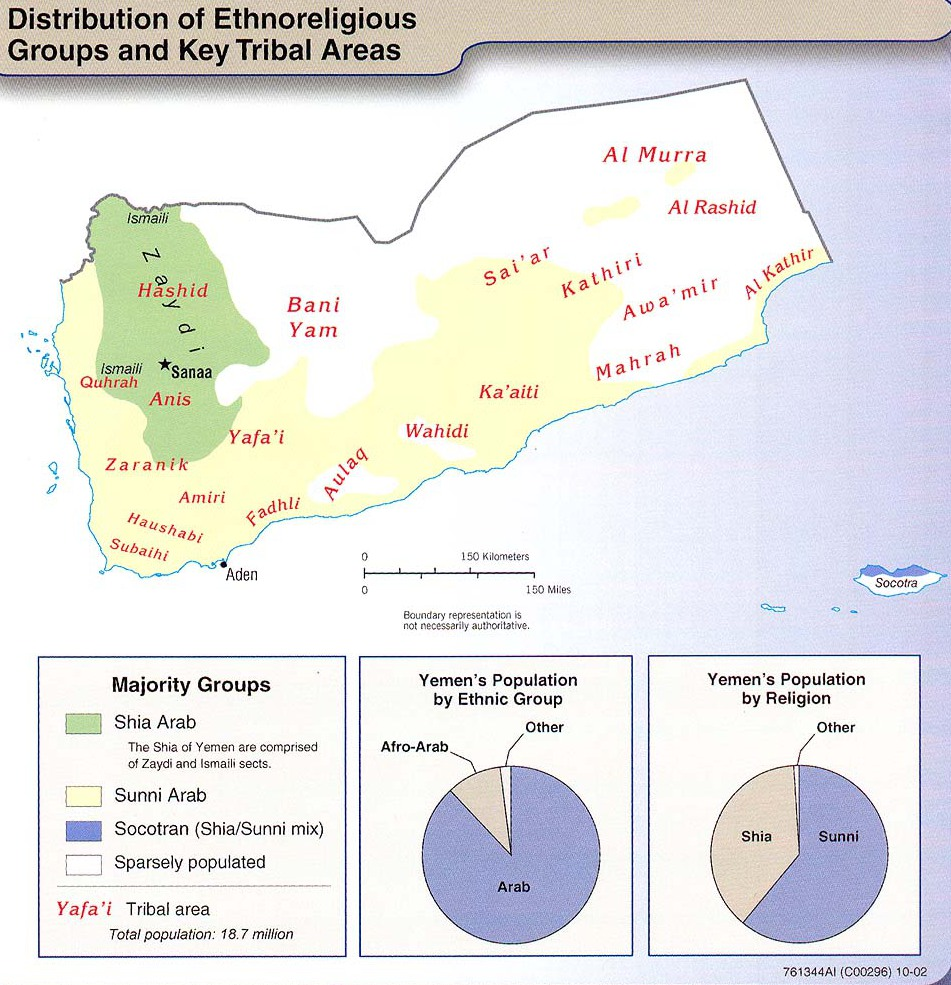
پراکندگی نژادی و مذهبی و محل گردهمزیستی یمن در سال ۲۰۰۲

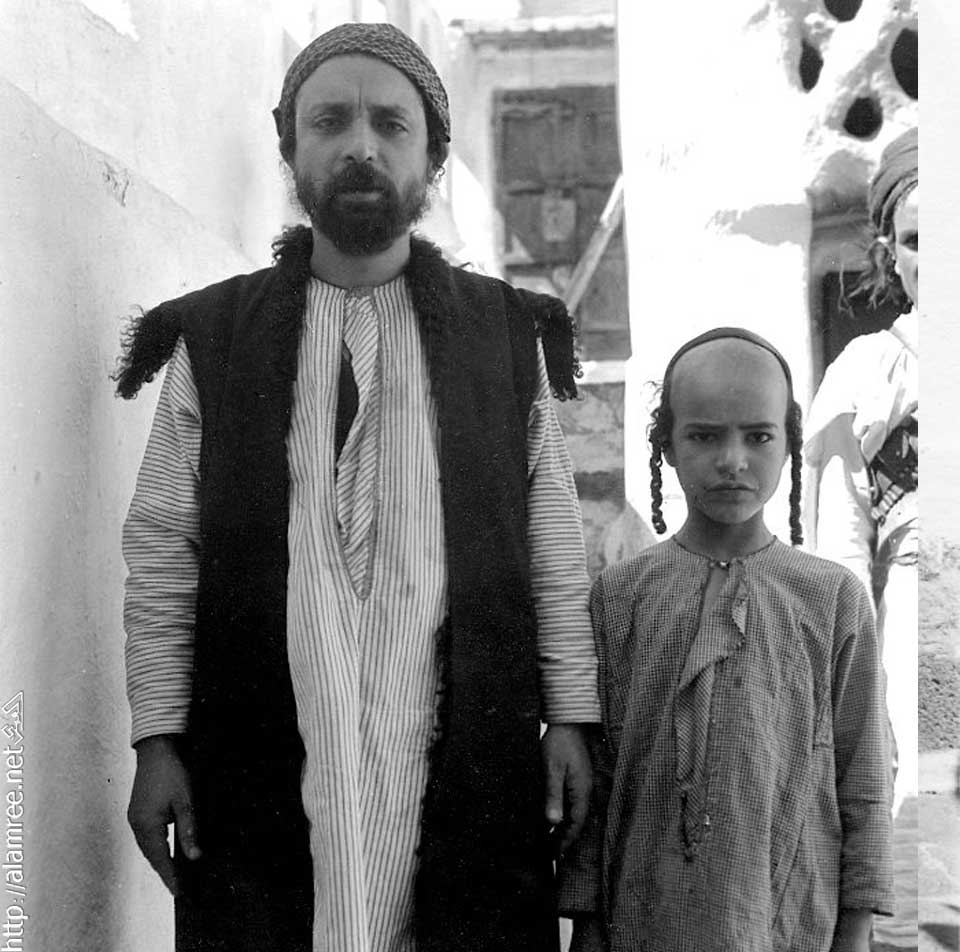
یهودیان یمن، صنعا ۱۹۳۷

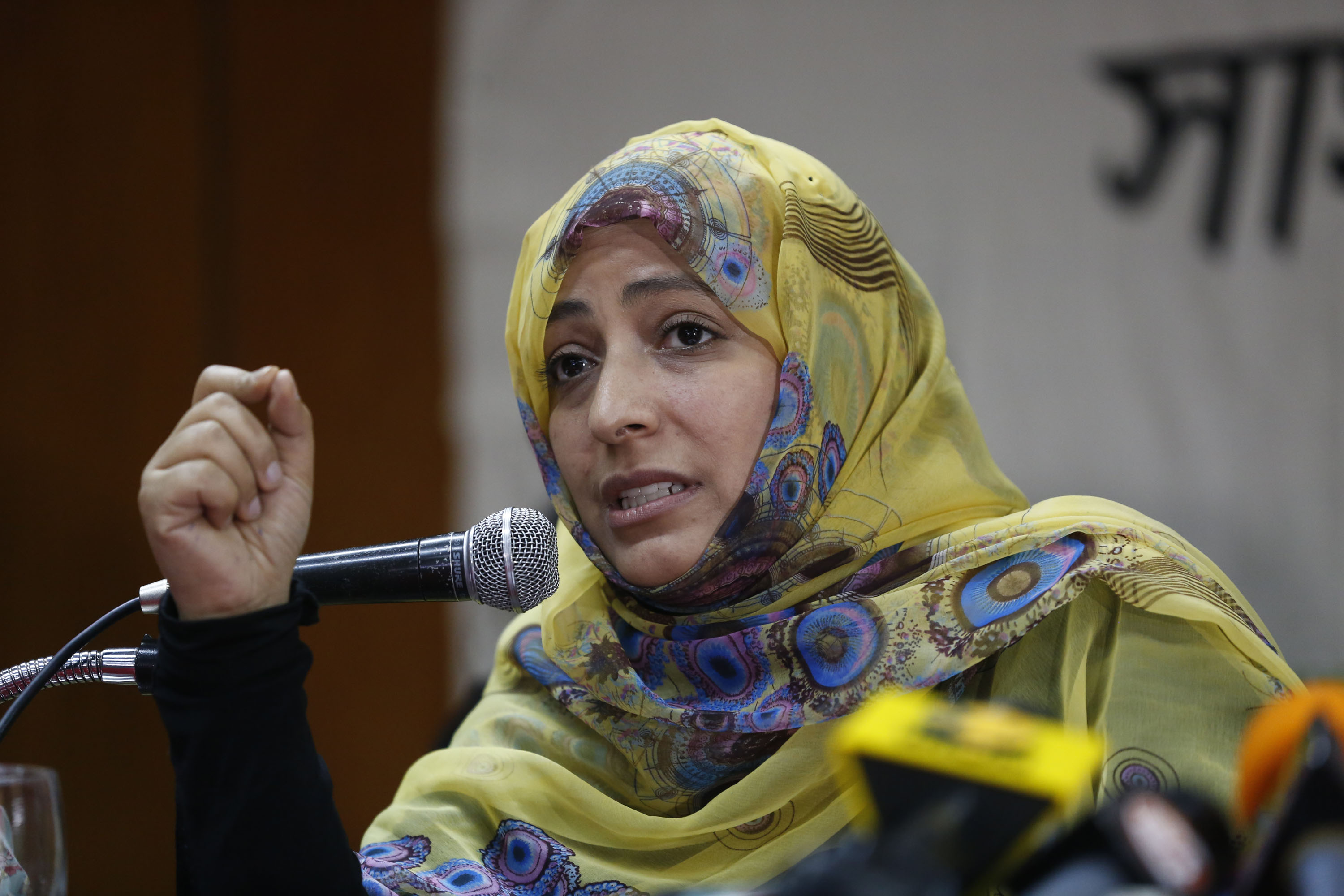
توکل کرمان روزنامه‌نگار و فعال سیاسی یمنی

جمعیت یمن طبق تخمین ژوئیه ۲۰۲۰ دانشنامهٔ CIA نزدیک به ۲۹/۹ میلیون تن است (رتبهٔ ۴۸ ام جهان). بیش از ۹۹/۱ درصد آن‌ها مسلمان هستند. رشد جمعیت کشور (۲/۰۴٪) بالاست و نرخ باروری ۳/۲ فرزند برای هر زن است. جمعیت صنعا پایتخت کشور در سال ۱۹۷۸ فقط ۵۵ هزار نفر بود اما اکنون از ۳ میلیون نفر فراتر رفته است. دومین شهر بزرگ یمن عدن است که جمعیتی نزدیک به یک میلیون تن دارد.
نزدیک به ۳۸٪ مردم یمن شهرنشین‌اند و نرخ پیشرفت شهرنشینی ۴/۰۶ درصد گزارش شده است. همچنین یمن جزو ۱۰ کشور در قعر فهرست کشورها بر پایه شاخص توسعه انسانی قرار دارد.
بر اساس قانون اساسی اسلام دین رسمی کشور و مبنای همه قوانین است. قانون اساسی اجازه برگزاری مراسم آئینی را به اقلیت‌های دینی داده است اما خروج از دین اسلام ممنوع است. اکثر یمنی‌ها عرب هستند و آفریقایی-عرب‌ها، جنوب آسیایی‌ها و اروپایی‌ها هم اقلیت‌های قومی کشور را شکل می‌دهند. یمن کشوری عمدتاً قبیله‌ای است و در بخش‌های کوهستانی شمال کشور حدود ۴۰۰ قبیله زیدی وجود دارند. برخی از یمنی‌ها هم ایرانی‌تبار هستند. به نوشته مقدسی در قرن دهم بیشتر اهالی عدن ایرانی بودند. یهودیان یمن هم در گذشته جمعیت قابل توجهی داشتند اما بیشتر آن‌ها در قرن بیستم به اسرائیل مهاجرت کردند. حدود یکصد هزار هندی‌تبار هم در جنوب کشور زندگی می‌کنند. ایرانی‌ها اولین حکومت شیعی در یمن را پایه‌گذاری کردند. ایرانی‌ها در اسلام آوردن مردم یمن و گرایش ایشان به مذهب تشیع، نقش مؤثر و بسزایی داشته‌اند. ایرانیانی که در زمانهای قدیم، رنج سفر به جان خریدند و بدون امکانات، چنین مسافت طولانی تا جنوب شبه جزیره را پیمودند و تاریخ آن کشور را تغییر دادند. در قرن اول هجری دو قبیله یمنی به ایران مهاجرت کردند (کتاب تاریخ تشیع در ایران، تألیف رسول جعفریان) در ادبیات فارسی هم، عبارت‌هایی همچون عقیق یمنی، سهیل یمانی، نگار یمنی و… به فراوانی دیده می‌شود. اما ایرانیان دو مرتبه حضور اثرگذار در تاریخ یمن داشته‌اند؛ برخی از شخصیتهای ایرانی نیز به‌صورت انفرادی به آن دیار سفر کرده‌اند از جمله دانشمند ایرانی «فیروزآبادی» صاحب «قاموس المحیط» که در قرن هشتم هجری به آنجا رفت و از سوی حاکم وقت یمن به سمت «مفتی» نائل آمد و پس از ۱۰ سال زندگی در شهر زبید واقع در ساحل دریای سرخ مدفون گشت.
شمار دقیق یهودیان برجای مانده در یمن دانسته نیست. گفته‌شده که نزدیک به پنجاه تن یهودی در یمن مانده بوده‌اند که به‌گفتهٔ وزیر اطلاعات یمن از سرنوشت ایشان به‌ویژه پس از به قدرت رسیدن حوثی‌ها خبری نیست.

## وضعیت بهداشت

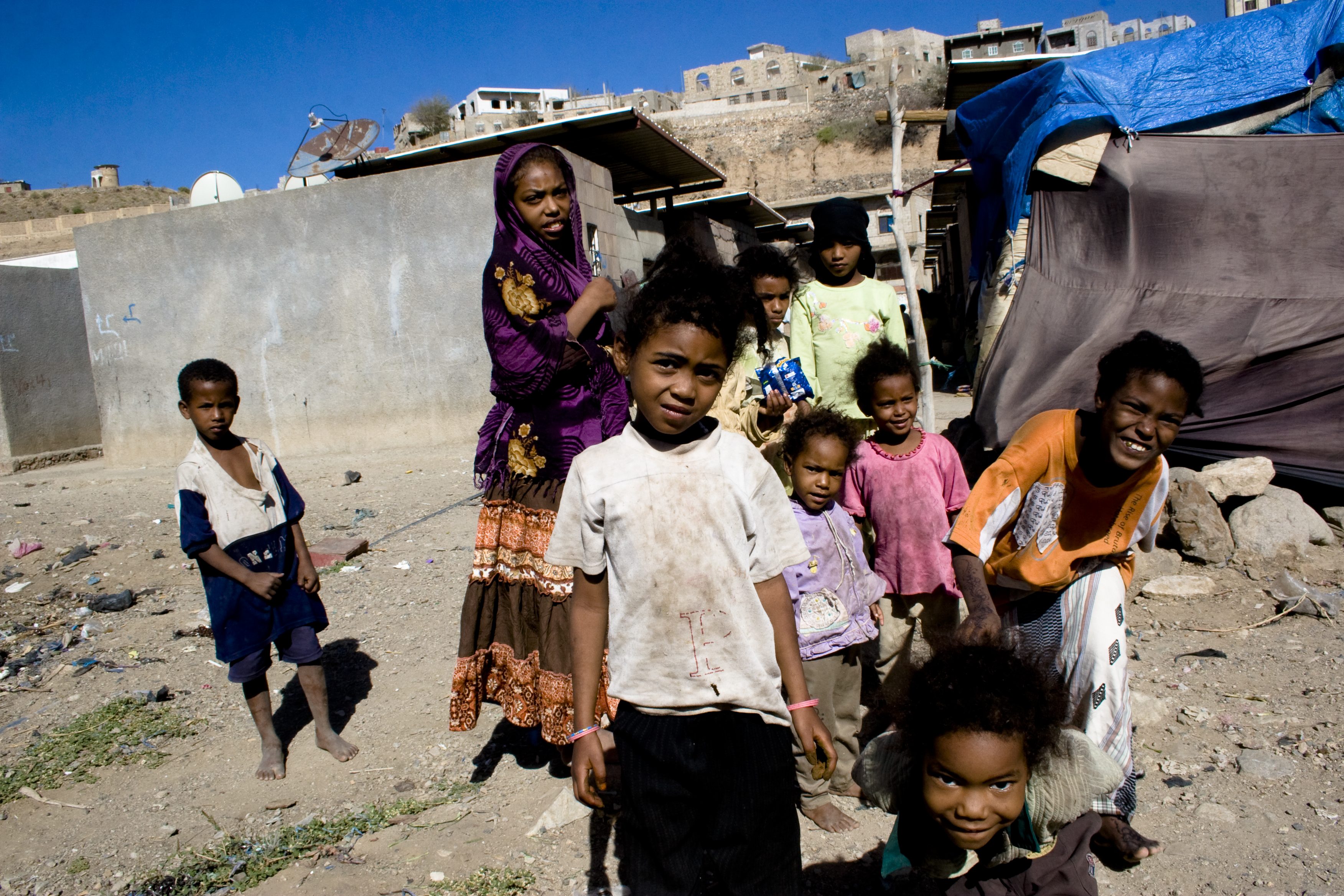
وضعیت بهداشت اکثر زنان و کودکان یمنی

پس از آغاز جنگ داخلی یمن در سال ۲۰۱۵ وضعیت بهداشت در این کشور رو به وخامت گذاشت. وبا یکی از بیماری‌هایی می‌باشد که باعث مرگ شمار زیادی از یمنی‌ها شده است.

میزان شیوع وبا در یمن در سال ۲۰۱۷ میلادی

بر اساس گزارش منتشر شده از سوی صلیب سرخ و همچنین نهاد کمک‌های اضطراری سازمان ملل، تا ۱۳ ژوئیه ۲۰۱۷، ۳۲۰هزار نفر از مردم یمن مبتلا به بیماری وبا شدند. این بیماری باعث مرگ ۱۷۰۰ نفر شده است. بر اساس اطلاعات منتشر شده، از ۲۳ استان یمن، در ۲۲ استان گرسنگی و وبا بیداد می‌کند. برنامه واکسیناسیون سازمان ملل نیز به علت مسائل امنیتی اجرا نشده است. این در حالی است که بیش از ۵۵ درصد بیمارستان‌های یمن در اثر بمباران‌ها آسیب دیده یا کاملاً ویران شده‌اند. سیستم درمانی و بهداشتی کشور در هم شکسته است و آلودگی باعث شیوع بیماری‌هایی همچون وبا می‌شود. بیش از ۳۰ هزار نفر از شاغلان بخش بهداشتی و درمانی یمن بیش از یک سال است که حقوق دریافت نکرده‌اند. پول برای تهیه تلمبه‌های آب، تصفیه فاضلاب، و همچنین برای تعمیر و ساخت بیمارستان‌ها وجود ندارد.
در ۲۱ دسامبر ۲۰۱۷ کمیته بین‌المللی صلیب سرخ اعلام کرد تعداد بیماران مشکوک به ابتلا به بیماری وبا در یمن به یک میلیون نفر رسیده است. پیش از این برخی از سازمان‌های غیردولتی فعال در یمن نیز این رقم را برای شمار موارد مشکوک به ابتلا به وبا در یمن اعلام کرده بودند. سازمان جهانی بهداشت شمار افرادی را که از روز ۲۷ آوریل (هفتم اردیبهشت) تا هشتم نوامبر (۱۷ آبان) در یمن مشکوک به ابتلا به بیماری وبا بوده‌اند ۹۱۳۷۴۱ نفر اعلام کرده است. این سازمان در همین مدت مرگ ۲۱۹۶ نفر را در این کشور جنگ‌زده بر اثر ابتلا به وبا به ثبت رسانده است. این در حالی است که آمار مبتلایان طی هفته‌های گذشته سیر صعودی در پیش گرفته است. سازمان جهانی بهداشت پیش از این هشدار داده بود که در صورت جلوگیری از ارسال کمک‌های بشردوستانه به روند مقابله با وبا در یمن «ضربه‌ای جدی» وارد خواهد شد. جلوگیری از ارسال کمک بشردوستانه یا عدم کمک‌ها به یمن عامل اصلی قحطی در این کشور محسوب می‌شود. حدود هشت میلیون و ۴۰۰ هزار یمنی در معرض قحطی در این کشور هستند. این درحالیست که منابع داخلی آمار دوبرابری نسبت سازمان‌های بین‌المللی می‌دهند. جنگ در یمن دسترسی بیش از ۸۰ درصد از جمعیت این کشور را به مواد خوراکی، سوخت، آب آشامیدنی و خدمات درمانی مختل کرده است. سازمان ملل از بحران انسانی در یمن به عنوان جدی‌ترین بحران بشردوستانه در جهان یاد می‌کند.

### شهرهای بزرگ یمن
| شهر     | جمعیت     |
| ------- | --------- |
| صنعا    | ۱٬۹۳۸٬۰۰۰ |
| الحدیده | ۶۱۸٬۰۰۰   |
| تعز     | ۶۱۵٬۰۰۰   |
| عدن     | ۵۴۹٬۰۰۰   |
| مکلا    | ۲۵۸٬۰۰۰   |
| اب      | ۲۳۵٬۰۰۰   |
| ذمار    | ۱۶۰٬۰۰۰   |

## دین
| دین در یمن         | دین در یمن         | دین در یمن | دین در یمن | دین در یمن |
| ------------------ | ------------------ | ---------- | ---------- | ---------- |
|                    |                    |            |            |            |
| اسلام سنی          | اسلام سنی          |            | ۵۶٫۳۶٪     | ۵۶٫۳۶٪     |
| زیدیه (اسلام شیعه) | زیدیه (اسلام شیعه) |            | ۴۲٫۱٪      | ۴۲٫۱٪      |
| سایر               | سایر               |            | ۱٫۵۴٪      | ۱٫۵۴٪      |

یمن یک کشور غیرسکولاریته با دین رسمی برپایه اسلام است. به گزارش آزادی مذاهب بین‌الملل، بخش زیادی از جمعیت مسلمان یمن را دو گروه عمده اهل تسنن ۵۵٪ و شیعه ۴۵٪ شکل می‌دهند. بیشتر سنی‌های یمن شافعی هستند اما در میان آنها پیرو مذهب مالکی و حنبلی نیز دیده می‌شود. بخش عمده جمعیت شیعه یمن شامل زیدی‌ها می‌باشد و در درجه دوم اسماعیلی‌ها و شیعه‌های دوازده‌امامی تشکیل دهنده این جمعیت هستند. تعداد زیادی از سنی مذهب‌ها ساکن جنوب و جنوب شرقی یمن هستند، هسته‌های بنیادین اسماعیلی‌ها نیز در شمال و شمال غربی ساکنند، حال آن که اسماعیلیون شهروندان مرکز یمن همچون صنعا و مأرب هستند. انبوهی از مردمان نیز در اجتماعات درهم‌آمیخته در شهرهای بزرگ زندگی می‌کنند. در حدود ۰٫۰۵٪ مردم یمن غیرمسلمان هستند که اعتقاداتشان شامل بودیسم، هندوئیسم یا بی‌دینی است.

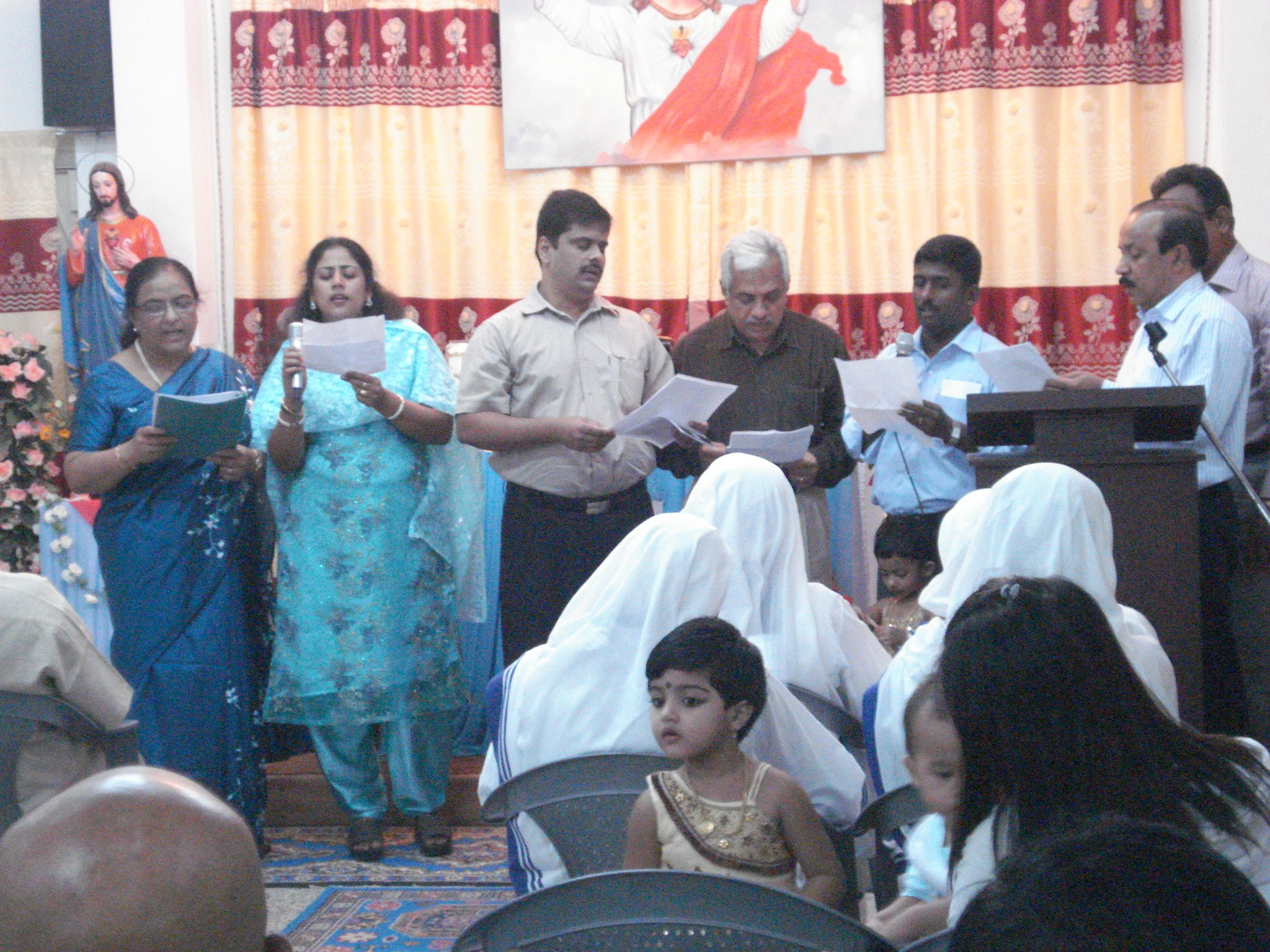
مسیحیان هندی در یمن

مسیحیان در یمن پیرامون ۲۵ هزار تا ۴۱ هزار نفر برآورد می‌شود.
پژوهشی نشان داد که دستکم ۵۰ یهودی در یمن باقی مانده‌اند. آژانس یهود در سال ۲۰۱۶ دستکم ۲۰۰ یمنی یهودی را به اسرائیل آورد.طبق نظرسنجی‌های وین/ گالوپ اینترنشنال، یمن در میان سایر کشورهای عربی و حتی سراسر جهان، بیشترین جمعیت مذهبی را دارا است.

## آموزش

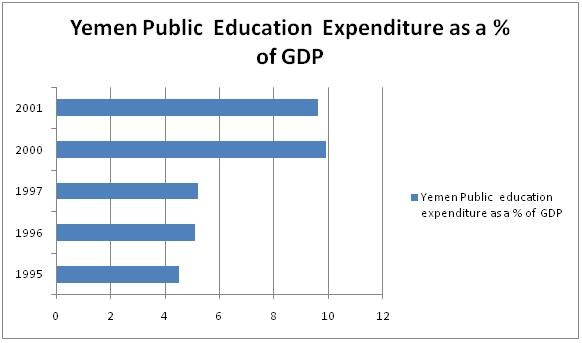
درصد مخارج تحصیلات عمومی از تولید ناخالص داخلی

طبق گزارش بانک جهانی، نرخ باسوادی در سال ۲۰۰۴ میلادی در میان افراد بالای پانزده سال، ۵۴/۱ درصد بوده است ولی از آن پس این سازمان آمار جدیدی منتشر نکرده است (احتمالاً به‌دلیل دشواری آمارگیری در شرایط کنونی یمن).
از قدیمی‌ترین دانشگاه‌های یمن، دانشگاه‌های صنعا و عدن می‌باشد که به‌ترتیب در سال ۱۹۷۰ و ۱۹۷۵ میلادی گشوده شده‌اند. از دیگری دانشگاه‌های این کشور، دانشگاه‌های اب، تعز، ذمار، الحدیده، مکلا، حجه و عمران را نام توان برد. دانشگاه علم و تکنولوژی که در صنعا واقع شده است، رنکینگ ۳۰۶۶ را به‌گزارش وبسایت 4icu از آن خود کرده که در کشور یمن از همهٔ دانشگاه‌های دیگر بالاترست.